# Победители и грешники
«Победители и грешники» (иер. трад. 奇謀妙計五福星, упр. 奇谋妙计五福星, кант.-рус.: Кэй мау миу кай: Ын фук син, англ. Winners and Sinners) — гонконгский фильм 1983 года режиссёра Саммо Хуна, который также исполнил главную роль и выступил одним из сценаристов. Фильм положил начало кинофраншизе «Счастливые звёзды», чрезвычайно популярной в Гонконге.

## Сюжет
Пятеро заключённых — Чайник, Кудрявый, Выхлопная Труба, Вазелин и Новичок становятся друзьями. Новичок принимает на себя руководящую роль в компании, в то время как другие издеваются над Чайником. После освобождения из тюрьмы пятеро друзей объединяются с сестрой Кудрявого, Ширли, и основывают уборочную компанию под названием Five Stars Cleaning Co. Несмотря на то, что многие из пятёрки пытаются приударить за Ширли, в конечном итоге Чайник преуспевает в этом вопросе.
Шестой осуждённый, богач Чань Чиу, выходит на волю в тот же день, что и пятеро друзей. После выхода на волю он начинает работу над своим очередным преступным проектом — торговлей фальшивой американской и гонконгской валютой с американским криминальным авторитетом. Чань Чиу отправляет жениха своей дочери совершить обмен на соревновании по конькобежному спорту, но неосторожное поведение парня привлекает внимание двух грабителей. Двое крадут кейс с поддельными американскими банкнотами и матрицами для их производства и сбегают. Полицейский CID 07 пытается заполучить кейс, но предмет погони случайно попадает в фургон компании пятерых друзей. CID 07 продолжает гнаться за грабителями, что приводит к большой аварии на автостраде.
Чайник и его друзья, не подозревающие об аварии, уезжают с кейсом. Шофёр рассказывает своему боссу о случившемся, после чего Чань Чиу приказывает своим людям найти людей с кейсом. Позже Чань Чиу устраивает вечеринку в своём особняке. Чайник и его друзьями решают прийти без приглашения в надежде установить деловые связи с состоятельными гостями. Они успешно проникают в особняк незамеченными, и во время их общения с гостями Чань Чиу проводит с встречу с боссом триады, чтобы обсудить новую сделку, касающуюся фальшивых тарелок. Один из телохранителей Чань Чиу узнаёт о присутствии на вечеринки людей из уборочной компании и предупреждает об этом босса, который впоследствии допрашивает Кудрявого. Тот настаивает, что не знает о кейсе, и последующий шум перерастает в драку телохранителей Чань Чиу и друзей Кудрявого. Друзья чуть не попадают в плен босса триады, который в тайне хочет заполучить тарелки сам. Он, удерживая в заложниках Ширли, просит друзей отдать ему кейс. Друзья возвращаются домой и там находят кейс, но вскоре появляются люди Чань Чиу. Чайник, Выхлопная Труба и Вазелин вступают в драку, в то время как Кудрявый идёт за боссом триады, а Новичок отправляется за помощью в полицию. Босс триады со своими людьми прибывает на место, где Чань Чиу узнаёт об истинных намерениях «партнёра», из-за чего идёт против него. На место прибывает полиция во главе с Новичком — выясняется, что он был высокопоставленным полицейским под прикрытием. Полицейские арестовывают преступников и вознаграждают пятёрку друзей за их содействие.

## В ролях
- Саммо Хун — Чайник
- Ричард Ын[кит.] — Выхлопная Труба
- Стэнли Фун[кит.] — Новичок
- Джон Шам — Кудрявый
- Чарли Чин — Вазелин
- Чери Чун[кит.] — Ширли, младшая сестра Кудрявого
- Джеки Чан — CID 07
- Лам Чинъин — дворецкий Чань Чиу
- Чун Фат[кит.] — телохранитель Чань Чиу
- Пол Чжан[фр.] — Хо Тун
- Джеймс Тянь — Чань Чиу
- Фун Хакъон — телохранитель Чань Чиу
- Тхай Поу[кит.] — зять Чань Чиу
- Марс — грабитель на коньках
- Дик Вэй — телохранитель Чань Чиу
- Питер Чань Лун — телохранитель Чань Чиу
- Хуан Ха[кит.] — грабитель на коньках
- Ка Лэй — водитель микроавтобуса
- Филип Чань[кит.] — инспектор
- Пэт Ха — дочь Чань Чиу
- Сесилия Ип — Сиси
- У Ма[кит.] — почтальон
- Мун Ли — девушка агента уголовного розыска

## Кассовые сборы
Сумма кассовых сборов в гонконгском кинопрокате в период с 7 июля по 3 августа 1983 года составила почти 22 млн гонконгских долларов. Это второе место среди собранных за тот год касс после сборов фильма Безумная миссия 2 (кит. 最佳拍档大显神通).

## Награды и номинации
3-я Гонконгская кинопремия
| Категория                      | Лауреат                          | Результат |
| ------------------------------ | -------------------------------- | --------- |
| Лучшая мужская роль            | Ричард Нг                        | Номинация |
| Лучшая хореография боевых сцен | Юань Бяо, Лам Чинъин, Билли Чань | Победа    |